# Adolf Fredrik Lindblad
Pour les articles homonymes, voir Lindblad.
Adolf Fredrik Lindblad, né le 1er février 1801 – mort le 23 août 1878, est un compositeur suédois, surtout connu pour ses mélodies.

## Biographie
Lindblad a été l'élève à partir de 1823 de Friedrich Haeffner à l'Université d'Uppsala puis a fait ses études de 1826 à 1827 à Berlin avec Carl Friedrich Zelter. En 1827, il a fondé une école de piano à Stockholm, qu'il a dirigée jusqu'en 1862.
Lindblad a voyagé plusieurs fois en Allemagne, devenant l'ami de Felix Mendelssohn et faisant la connaissance à Dresde de Carl Maria von Weber.
Lindblad a composé un opéra, Frondörerna (Les rebelles), deux symphonies, en ut et ré majeur, et de la musique de chambre comprenant deux quintettes à cordes, trois sonates pour violon et sept quatuors à cordes. La principale source de sa popularité durant sa carrière repose sur ses mélodies (il en a composé plus de ceux cents). Lindblad a été le professeur de Jenny Lind, "Le rossignol Suédois". L'affection de Lindblad pour Lind était si évidente que son épouse, Sophie, lui a proposé de divorcer pour qu'il puisse l'épouser. Mais il a refusé, d'autant plus facilement que la jeune fille le fuyait... : quant à elle, par ailleurs fille naturelle, elle le considérait comme son père adoptif.

## Œuvres

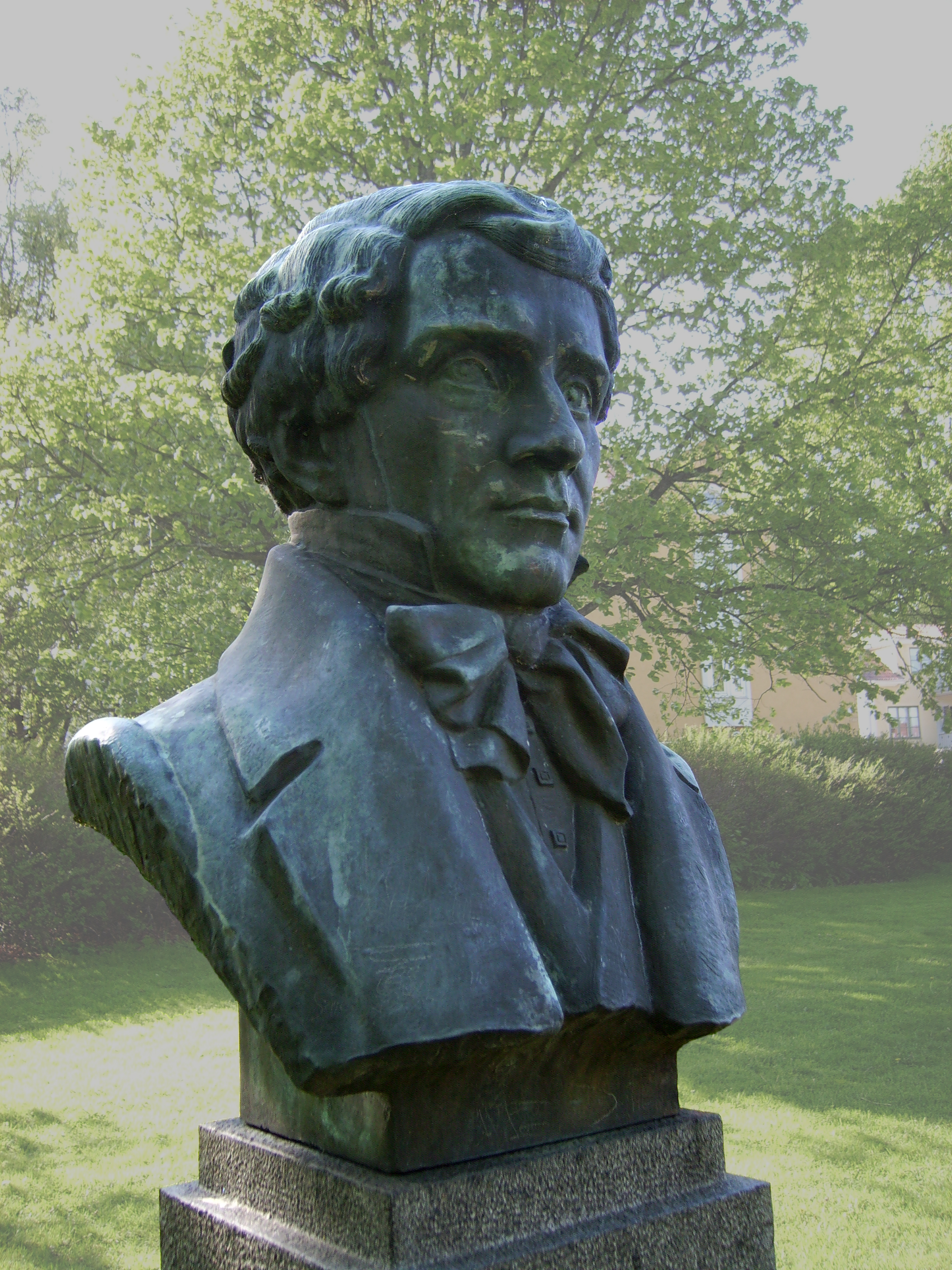
Statue, Skänninge.

### Œuvres pour orchestre
- Symphonie no 1 en ut majeur, op. 19, 1831-32, créée le 25 mars 1832
- Symphonie no 2 en ré majeur, 1855, créée le 6 mai 1855

### Musique de chambre
- Quintettes à cordes
  - la majeur
  - fa majeur
- Sept quatuors à cordes
- Trio pour piano, violon et alto
- Trois sonates pour violon
  - no 2 en ré majeur

### Piano
- Sonate pour piano

### Musique vocale
Quartettes, trios ou duos. Deux cycles. 
- Drömmarne, cycle pour chœur et piano (text: AF Lindblad d'après Thekla Knös), 1851
  - De till dalens hyddor smyga
  - Lärkan i skyn
  - Med en barnbön på sin mun
  - Och drömmar nu gå
  - Stilla på himlen molnen de segla
  - Till den gamles bädd de gå
  - Ännu en dröm
- Om winterqväll, cycle pour chœur et piano (text: AF Lindblad), 1845
  - Väl sommar'n flytt - Recitativ
  - En vårdag: Giv akt! Nu kommer vår'n
  - En vårdag: Fast isen täckt floder och sjöar - Larghetto
  - En vårdag: En fiskare jag ser... - Recitativ / En Sommarmorgon
  - En sommarafton: Över skogen, över sjön - Adagio
  - En sommarafton: Men solen länge re'n - Recitativ / Herden leder hemåt hjordens...
  - En sommarafton: Det rinner strömmar många - Moderato
  - En sommarafton: Och nu, god natt! - Poco Allegretto
- Två- och trestämmiga sånger, 1847

### Voix seule
215 mélodies
- Erster Verlust (Johann Wolfgang von Goethe), 1824
- Bröllopsfärden (A.F. Lindblad),  1836
- Nära (A.F. Lindblad)
- Svenska Wijsor af Atterbom och skalden tillegnade, 1838
  - Jungfrun i lunden
  - Apelgården
  - Sorg
- Nya sånger
  - På berget
  - I dalen
- Aftonen (Erik Johan Stagnelius)
- Mån tro? Jo, jo! (A.F. Lindblad)
- Buch der Lieder (Heinrich Heine), 1860-tal
  - 1. Sie haben heut' abend Gesellschaft
  - 2. Wie kannst du ruhig schlafen
  - 3. So hast du ganz und gar vergessen
  - 4. Ja, du bist elend und ich grolle nicht
  - 5. Wir haben viel für einander gefühlt
  - 6. Lieb Liebchen, leg's Händchen aufs Herze
  - 7. Morgens steh' ich auf und frage
  - 8. Still ist die Nacht, es ruhen die Gassen
  - 9. Der Asra
- En sommarmorgon
- En sommardag ("O, ljuva sommarfläkt") (A.F. Lindblad), 1840
- En sommarafton ("Över skogen, över sjön")
- Höstkvällen (Johan Ludvig Runeberg), 1847
- Svanvits sång (Per Daniel Amadeus Atterbom), 1822
- Nattviolen (Urban von Feilitzen)
- Der Nordensaal, 12 folkvisor, 1826
  - Nattväktarsång
- Den skeppsbrutne
- Sotargossen, 1836
- Gubben vid vägen, 1838
- Krigsinvaliden
- Dalkullan
- Skjutsgossen på hemvägen, 1838
- En dagakarls visa, 1844
- Slåttervisa, 1844
- En ung flickas morgonbetraktelse
- Hon skriver, 1845
- Stryknings-visa, (Thekla Knös), 1856
- Den flitiga handen, (Thekla Knös), 1856
- Am Aarensee
- Der schlummernde Amor
- A une femme
- Saknad
- Jenny Linds farväl, 1841
- Illusion, 1845
- Nio smärre sånger, 1851
  - I höet
  - Bedragen väntan
- Sånger, 1844
  - Föresats
  - Hjärtats vaggsång
  - Mitt liv (Johan Ludvig Runeberg)
  - Som mörka bäcken rinner (Per Daniel Amadeus Atterbom)
  - Vårbetraktelser under sjukdom (Jacob Frese)
  - Till Sophie
  - Fåfäng varning

### Œuvres scéniques
- Frondörerna, opéra. 1823-35.